# Fontinalis flaccida
Fontinalis flaccida är en bladmossart som beskrevs av Ferdinand François Gabriel Renauld och Jules Cardot 1888. Fontinalis flaccida ingår i släktet näckmossor, och familjen Fontinalaceae. Inga underarter finns listade i Catalogue of Life.